# Тонга на Светском првенству у атлетици на отвореном 2013.
Тонга је учествовала на Светском првенству у атлетици на отвореном 2013. одржаном у Москви од 10. до 18. августа. Репрезентацију Тонге представљао је један такмичар који се такмичио у трци на 100 метара.
На овом првенству Тонга није освојила ниједну медаљу нити је постигнут неки рекорд.

## Учесници
Мушкарци:
- Siueni Filimone — 100 м

## Резултати

### Мушкарци
| Атлетичар       | Дисциплина | Лични рекорд | Предтакмичење | Предтакмичење | Квалификације        | Квалификације        | Полуфинале           | Полуфинале           | Финале               | Финале  | Детаљи |
| Атлетичар       | Дисциплина | Лични рекорд | Резултат      | Место         | Резултат             | Место                | Резултат             | Место                | Резултат             | Место   | Детаљи |
| --------------- | ---------- | ------------ | ------------- | ------------- | -------------------- | -------------------- | -------------------- | -------------------- | -------------------- | ------- | ------ |
| Siueni Filimone | 100 м      | 10,79        | 10,93         | 7 гр 4        | Није се квалификовао | Није се квалификовао | Није се квалификовао | Није се квалификовао | Није се квалификовао | 61 / 75 |        |